# Филип Ђуричић
Филип Ђуричић (Обреновац, 30. јануар 1992) српски је фудбалер који тренутно наступа за Панатинаикос.

## Клупска каријера
Прве фудбалске кораке направио је у школи фудбала „Обреновац 1905“, код тренера Миодрага Арсовића. Касније је прешао у млађе категорије Црвене звезде. Након добрих партија, грчки Олимпијакос је довео младог Филипа, али се он већ након шест месеци проведених у омладинском погону грчког тима вратио у Србију. Као сениорски фудбалер дебитовао је у Радничком из Обреновца, са којим је наступао у Српској лиги Београд. Током 2009. године прешао је у холандски Херенвен, али је званично добио право наступа у јануару 2010. када је постао пунолетан. За три и по године у првом тиму Херенвена забележио је 99 наступа и постигао 20 голова у холандској Ередивизији.
У јуну 2013. потписао је петогодишњи уговор са Бенфиком заједно са саиграчем из репрезентације Миралемом Сулејманијем. Након једне сезоне у португалском клубу одлази на позајмицу у немачког бундеслигаша Мајнц 05, да би се у јануару 2015. придружио енглеском премијерлигашу Саутемптону на шест месеци. Вратио се затим у Бенфику лета 2015, ретко је добијао прилику да игра па је у јануару 2016. отишао на нову позајмицу, овога пута у белгијски Андерлехт. У јулу 2016. уследила је нова позајмица, сада у италијанску Сампдорију. У јануару 2017. и званично је постао Сампдоријин играч пошто је италијански клуб откупио његов уговор од Бенфике. Након што је током првог дела такмичарске 2017/18. забележио само два наступа за Сампдорију, Ђуричић је у јануару 2018. прослеђен на шестомесечну позајмицу у Беневенто, који се у том моменту налазио на последњем месту у Серији А. Беневенто је испао из лиге, а Ђуричић је по завршетку ове сезоне постао слободан играч пошто му је истекао уговор са Сампдоријом. У јуну 2018. потписао је четворогодишњи уговор са италијанским прволигашем Сасуолом. Напустио је Сасуоло по истеку уговора на крају такмичарске 2021/22.
Дана 1. августа 2022. вратио се у Сампдорију и потписао двогодишњи уговор са клубом. Био је стандардан првотимац Сампдорије у такмичарској 2022/23, забележио је 32 наступа и постигао три гола, али је клуб заузео последње место на табели Серије А и тако испао у други ранг такмичења. У јуну 2023. споразумно је раскинуо уговор са Сампдоријом и недуго затим као слободан играч прешао у грчки Панатинаикос.

## Репрезентација
Ђуричић је дебитовао за сениорску репрезентацију Србије 29. фебруара 2012. на пријатељском мечу против Кипра. Први гол за репрезентацију је постигао 11. септембра 2012. против Велса у победи од 6 : 1.
Био је део тима Србије на Светском првенству 2022. одржаном у Катару.

### Голови
| #  | Датум               | Место                   | Противник | Гол   | Резултат | Такмичење                                |
| -- | ------------------- | ----------------------- | --------- | ----- | -------- | ---------------------------------------- |
| 1. | 11. септембар 2012. | Нови Сад, Србија        | Велс      | 3 : 1 | 6 : 1    | Квалификације за Светско првенство 2014. |
| 2. | 14. новембар 2012.  | Санкт Гален, Швајцарска | Чиле      | 3 : 0 | 3 : 1    | Пријатељска утакмица                     |
| 3. | 26. март 2013.      | Нови Сад, Србија        | Шкотска   | 1 : 0 | 2 : 0    | Квалификације за Светско првенство 2014. |
| 4. | 26. март 2013.      | Нови Сад, Србија        | Шкотска   | 2 : 0 | 2 : 0    | Квалификације за Светско првенство 2014. |
| 5. | 18. новембар 2022.  | Рифа, Бахреин           | Бахреин   | 4 : 1 | 5 : 1    | Пријатељска утакмица                     |

## Трофеји

### Бенфика
- Првенство Португалије (1) : 2013/14.
- Куп Португалије (1) : 2013/14.
- Лига куп Португалије (1) : 2013/14.